# Bălceana, Hîncești
Bălceana este un sat din raionul Hîncești, Republica Moldova.

## Demografie

### Structura etnică
Structura etnică a localității conform recensământului populației din 2004:
| Grup etnic                                               | Populație | % Procentaj  |
| -------------------------------------------------------- | --------- | ------------ |
| Băștinași declarați Moldoveni Băștinași declarați Români | 1813 2    | 98,96% 0,11% |
| Ucraineni                                                | 7         | 0,38%        |
| Ruși                                                     | 4         | 0,22%        |
| Găgăuzi                                                  | 4         | 0,22%        |
| Țigani                                                   | 1         | 0,05%        |
| Alții                                                    | 1         | 0,05%        |
| Total                                                    | 1832      |              |

## Administrație și politică
Componența Consiliului local Bălceana (9 consilieri), ales la 5 noiembrie 2023, este următoarea:
|  | Partid                            | Consilieri | Componență | Componență | Componență | Componență |
|  | --------------------------------- | ---------- | ---------- | ---------- | ---------- | ---------- |
|  | Partidul Acțiune și Solidaritate  | 4          |            |            |            |            |
|  | Partidul Social Democrat European | 3          |            |            |            |            |
|  | Platforma Demnitate și Adevăr     | 2          |            |            |            |            |

## Personalități născute aici
- Iurie Păsat (1972 - 2024), politician.